# Francisco Amor
 Francisco Amor  (Bahía Blanca, provincia de Buenos Aires, Argentina, 7 de enero de 1906 – Montevideo, Uruguay, 6 de junio de 1972), cuyo nombre completo era Francisco Iglesias Amor fue un actor de cine, cantante de tangos y compositor argentino.

## Carrera profesional
En 1937 trabajó como actor y cantor en la compañía de César Ratti, en el Teatro Apolo y también participó en la película Viento Norte, bajo la dirección de Mario Soficci; en este filme cantó con el acompañamiento musical de Francisco Canaro las canciones Vidalita y Boyera, ambas de autoría de Alberto Vaccarezza y Andrés Domenech. Al año siguiente actuó en la película Pampa y cielo dirigida por Raúl Gurruchaga en la que participaban Aída Alberti, Nicolás Fregues, Tito Lusiardo, Leonor Rinaldi, Oscar Alonso y Francisco Álvarez.
Por ese entonces Canaro hizo una modificación en su orquesta: eliminó la función del estribillista e incorporó otro cantor dándoles más participación en los temas cantables para que interpretaran la primera y segunda parte de las letras. Los cantores fueron Roberto Maida, que ya estaba consagrado en la orquesta y Francisco Amor, quien debutó en el disco el 15 de junio de 1938 con el tema Salud, salud.
A fines de 1938 Maida se separó del conjunto y Canaro trajo en su reemplazo al cantor más exitoso que había tenido: Ernesto Famá, que se había ido 4 años antes. El 27 de febrero de 1939 grabaron el tango Por vos yo me rompo todo y el estilo El brocal, ambos de Canaro.
Los dos cantores tuvieron en sus presentaciones en vivo y en sus grabaciones una repercusión muy importante; Amor tuvo éxito con su tema Mulita y con los estrenos de dos tangos del joven compositor y pianista de la agrupación, Mariano Mores que perduran en el tiempo: Cuartito azul, con versos de Mario Battistella, el 14 de septiembre de 1939 y En esta tarde gris, con letra de José María Contursi, el 9 de agosto de 1941.
A fines de 1941 los dos cantores dejaron la orquesta de Canaro junto con el eximio bandoneonista Federico Scorticati, quien pasó a dirigr la formación que iba a acompañar al nuevo rubro Famá-Amor, pero antes hicieron dos registros, el 22 de octubre de 1941: Famá en Mañana juega de Alberto Vacarezza, y Amor en El cuarteador de Enrique Cadícamo. Debutaron en Radio Splendid, en enero de 1942 hicieron una gira por escenarios y radios de Uruguay y a su regreso en el mes de agosto decidieron, en forma amistosa, disolver el binomio. Amor continuó como solista y durante muchos años fue una figura estelar en Radio Belgrano.
En 1947 volvió al cine participando en Buenos Aires canta, dirigido por Antonio Solana junto a Hugo del Carril, Azucena Maizani y Niní Marshall. En 1948 hizo una extensa gira por Chile y luego se radicó en Montevideo alejándose paulatinamente de la actividad musical.
En 1956 actuó invitado por Canaro –al igual que otros de sus cantores como Ernesto Famá, Carlos Roldán y Eduardo Adrián - en el exitoso programa de Radio El Mundo, Glostora Tango Club y al año siguiente participó de su última producción discográfica en Montevideo, para el sello de origen alemán: Antar-Telefunken, junto a músicos y cantantes de gran nivel como Eduardo Adrián, Enrique Lucero, Astor Piazzolla, Edmundo Rivero y Horacio Salgán, entre otros. Después, se ocupó de la pintura y el dibujo, su otra pasión, e incluso llegó a exhibir sus obras en muchos países de América.

## Valoración
Su voz tenía una cadencia particular, acriollada, de gran calidad interpretativa, que lucía especialmente en la interpretación de los valses.
Como compositor, sus obras más conocidas fueron las canciones criollas Mulita, Malambo y Canción de junio, en homenaje al prócer José Gervasio Artigas, y sus tangos El estrellero, A mí dejame en mi barrio y Frente a una copa. 
Amor falleció a los 66 años en el Hospital Pasteur de Montevideo.

## Filmografía
Actor
- Buenos Aires canta (1947)
- Napoleón (1941)
- Mandinga en la sierra (1939)
- Pampa y cielo (1938)
- Viento Norte (1937)

Temas musicales
- Pampa y cielo (1938)